# بامبلبي (شخصية خيالية)
بامبلبي أو كارين بيتشر دنكان (بالإنجليزية: Karen Beecher-Duncan)‏ هي شخصية خيالية من دي سي كومكس ظهرت في الكثير من القصص المصورة لها والمسلسلات التلفزيونية لها مثل أبطال التايتنز أنطلقوا وديسي سوبر هيرو غيرلز وغيرها، ظهرت لأول مرة في القصص المصورة في ديسمبر من عام 1976.